# Thibaut Vion
Thibaut Vion (11 de dezembro de 1993, Mont-Saint-Martin), é um futebolista francês que atua como avançado. Atualmente joga pelo CSKA Sofia.

## Carreira
Vion começou a carreira no Metz.

## Títulos

### Individual
Seleção
- Mundial Sub-20: 2013